# 若松平治
若松 平治（わかまつ へいじ、1888年（明治21年）4月8日 - 1973年（昭和48年）4月11日）は、大日本帝国陸軍軍人。最終階級は陸軍少将。

## 経歴
鹿児島県薩摩郡、のちの下東郷村（川内市を経て現薩摩川内市）で生まれた。陸軍士官学校第21期卒業。1936年（昭和11年）8月に陸軍歩兵大佐に進級し、福知山連隊区司令官に就任し、1938年（昭和13年）に歩兵第45連隊長に転じた。
1939年（昭和14年）8に陸軍少将に進級し、歩兵第30旅団長に就任した。1941年（昭和16年）3月に独立混成第16旅団長に転じ、日中戦争に出動、汾陽に駐屯し、治安警備に当たった。1942年（昭和17年）2月3日に予備役に編入された。召集日は不明であるが、福岡連隊区司令官に就任し、1944年（昭和19年）7月8日に西部軍兵務部長に就任した。1945年（昭和20年）2月1日に西部軍管区兵務部長に転じ、3月31日に宮崎連隊区司令官兼宮崎地区司令官に就任した。
1947年（昭和22年）11月28日、公職追放仮指定を受けた。

## 栄典
勲章等
- 1940年（昭和15年）8月15日 - 紀元二千六百年祝典記念章[8]